# Easy Install
Easy Install é um gerenciador de pacotes para a linguagem de programação Python que fornece um formato padrão para distribuição de programas Python e bibliotecas (baseados no empacotador Egg).easy_install é um módulo empacotado com o setuptools, uma biblioteca de terceiros destinada a melhorar a biblioteca padrão do Python distutils (Distribution utilities). É semelhante ao RubyGems para a linguagem de programação Ruby. 
Por padrão, o EasyInstall busca os pacotes desejados no Python Package Index (PyPI) e utiliza seus metadados para baixar e instalar os pacotes e suas dependências. Ele também é hospedado no repositório de software PyPI.
Os Eggs Python são uma maneira de empacotar informações adicionais com um projeto Python, que permite que as dependências do projeto sejam verificadas e satisfeitas em tempo de execução, bem como permite que projetos forneçam plugins para outros projetos.